# Gan Jiang
Gan Jiang eller Ganfloden (赣江; pinyin: Gàn Jiāng) er største flod i den kinesiske provins Jiangxi. Den løber gennem søen Poyang Hu og  ud i Yangtze (Chang Jiang). Den har en længde på 758 km og et afvandingsområde på 81.600 kvadratkilometer. Den er byen Nanchangs hovedtransportvej.